# De Vereenigde Algemeene
De Vereenigde Algemeene was een Nederlandse televisieserie, die door de VARA werd uitgezonden in 1992.

## Achtergrond
Gerrit de Jager maakte in de jaren 80 faam als striptekenaar van onder andere De familie Doorzon en Roel en zijn beestenboel. Begin jaren 90 werkte hij onder andere als tekstschrijver en animator mee aan de televisieprogramma's Verona en Die 2, toen het idee ontstond om zelf een comedyserie te schrijven. Hij kreeg hiervoor assistentie van schrijver Gerrit Mollema, met wie De Jager al vaker samenwerkte. Als regisseur werd Egbert van Hees aangesteld, die eerder werkte aan televisieshows met André van Duin.
De serie kende met onder andere Karin Bloemen en opkomende acteurs als Titus Tiel Groenestege, Akkemay en Janke Dekker een grote cast, maar wist weinig succes te behalen. De serie ontwikkelde zich als een klassieke sitcom in de setting van een bankfiliaal. In deze setting kwamen de gag-grappen van De Jager, die in zijn strips altijd werkten, maar slecht uit de verf. Na één seizoen, waarin 10 afleveringen gemaakt werden, werd de serie stopgezet.
In 1993 werkte De Jager, ditmaal met Theo Uittenbogaard, nog aan de TELEAC-serie Hoeksteen & Groenstrook over milieubewustheid. Deze serie trok door zijn slechte profilering slechts een handje vol kijkers, waarna De Jager zich terugtrok uit de televisiewereld en zich weer volledig ging richten op zijn stripcarrière. Gerrit Mollema werd in 1995 een van de vaste schrijvers van Baantjer en zou dit tot het eind van de serie in 2005 blijven.

## Verhaal
Cor Blauwboer is een oudste employee van een bankfiliaal. Als de baan van filiaalmanager vrij komt, wordt hij echter tot zijn ontsteltenis gepasseerd door de veel jongere en van buiten komende Saskia de Vries. De Vries probeert een professionele werksfeer op te zetten in het kantoor, maar wordt daarbij tegengewerkt door het lakse zittende personeel. Ondertussen wordt de passieve Cor door zijn vrouw Ria opgejaagd, om vooral voor zichzelf op te komen.

## Rolverdeling
- Hans Beijer - Cor Blauwboer
- Janke Dekker - Saskia de Vries
- Karin Bloemen - Ria Blauwboer
- Titus Tiel Groenestege - Jaap Kolenbrander
- Ellis van den Brink - Joke Wijtenburg
- Akkemay - Simone Brieffies
- Wilbert Gieske - Jerry van Kempen
- Dirk Zeelenberg - Twee Geeltjes
- Luk Van Mello - Siem Morees
- Niek Schaap - Arie (cafébaas)

## Lijst met afleveringen
1. Een vooroordeel (uitgezonden op 28 april 1992)
2. Een doos bonbons (uitgezonden op 2 mei 1992)
3. Een stukje toneel (uitgezonden op 9 mei 1992)
4. Een persoonlijke lening (uitgezonden op 16 mei 1992)
5. Een vreemde deal (uitgezonden op 23 mei 1992)
6. De Acht van Braam (uitgezonden op 30 mei 1992)
7. Een jurkje maken (uitgezonden op 6 juni 1992)
8. De Elephants Businessclub (uitgezonden op 13 juni 1992)
9. Een bank in het groen (uitgezonden op 20 juni 1992)
10. Een jubileum (uitgezonden op 27 juni 1992)